# Liste von Vornamen/J
Diese Unterseite der Liste von Vornamen enthält Vornamen, die mit dem Buchstaben J beginnen.
Männliche Vornamen sind mit dem Symbol ♂ und weibliche Vornamen mit dem Symbol ♀ markiert.

## Ja
Jaak ♂,
Jaakko ♂,
Jaan ♂,
Jaap ♂,
Jaber ♂,
Jabez ♂,
Jacek ♂, 
Jacinto ♂,
Jack ♂,
Jackie ♂♀,
Jacob ♂, 
Jacqueline ♀,
Jacques ♂,
Jade ♂♀,
Jaden ♂♀,
Jadon ♂,
Jadranka ♀,
Jadranko ♂, 
Jadvyga ♀, 
Jael ♀,
Jaël ♀,
Jafar ♂,
Jagoda ♀,
Jahn ♂,
Jaime ♂♀,
Jair ♂,
Jake ♂,
Jakob ♂,
Jakobäa ♀,
Jakov ♂,
Jakow ♂,
Jakub ♂,
Jákup ♂,
Jalal ♂,
Jalmari ♂,
James ♂,
Jamie ♂♀,
Jamil ♂,
Jamila ♀,
Jan ♂♀,
Ján ♂,
Jana ♀,
Jane ♀,
Janė ♀, 
Janet ♀,
Janez ♂,
Janice ♀,
Janina ♀,
Janine ♀,
Janis ♀♂,
Jānis ♂,
Janka ♀,
Janne ♂♀,
Jannik ♂,
Jannis ♂,
Janoah ♂,
János ♂,
Jante ♂,
Janusz ♂,
Jared ♂,
Jari ♂♀,
Jarkko ♂,
Jarmila ♀, 
Jaromar ♂,
Jaroměr ♂,
Jaromir ♂, 
Jaron ♂,
Jaroslav ♂,
Jaroslava ♀,
Jaroslavas ♂, 
Jascha ♂♀,
Jasinta ♀,
Jasmin ♂♀,
Jasmina ♀, 
Jasmine ♀, 
Jasminka ♀,
Jasna ♀, 
Jason ♂,
Jasper ♂,
Jaume ♂,
Jaunius ♂, 
Javier ♂,
Jay ♂,
Jayden ♂

## Je
Jean ♂♀,
Jean-Baptiste ♂,
Jeanette ♀,
Jean-François ♂,
Jean-Luc ♂,
Jeannette ♀,
Jeannie ♀,
Jearta ♀, 
Jedediah ♂,
Jedo ♂,
Jeen ♂, 
Jeff ♂,
Jeffrey ♂,
Jeh ♂,
Jehan ♂♀,
Jehona ♀, 
Jehora ♀, 
Jehoschua ♂,
Jehuda ♂,
Jekaterina ♀,
Jekuthiel ♂,
Jel ♂, 
Jela ♀, 
Jelan ♂, 
Jelana ♀, 
Jeldrik ♂,
Jelena ♀,
Jelira ♀, 
Jelisaweta ♀,
Jelka ♀,
Jella ♀, 
Jelle ♂♀,
Jelto ♂,
Jemima ♀,
Jemira ♀, 
Jemma ♀,
Jendrik ♂,
Jenette ♀,
Jenin ♂♀,
Jenn ♀,
Jenna ♀,
Jenner ♂,
Jennette ♀,
Jenni ♀,
Jennica ♀, 
Jennifer ♀,
Jenny ♀,
Jenö ♂,
Jenő ♂,
Jens ♂,
Jenson ♂, 
Jeppe ♂,
Jera ♀, 
Jeremias ♂,
Jeremiasz ♂,
Jeremy ♂,
Jerin ♂, 
Jerina ♀, 
Jerker ♂,
Jermaine ♂,
Jermësina ♀, 
Jernej ♂,
Jeroen ♂,
Jerome ♂,
Jérôme ♂,
Jeronimas ♂, 
Jerry ♀,
Jerta ♀, 
Jerwand ♂,
Jerzy ♂,
Jes ♂,
Jeschu ♂,
Jeschua ♂,
Jesco ♂,
Jesko ♂,
Jesnie ♀, 
Jesper ♂,
Jess ♂, 
Jesse ♂,
Jessica ♀,
Jesus ♂,
Jesusa ♀,
Jeta ♀, 
Jetan ♂, 
Jetar ♂, 
Jetare ♀, 
Jetbardh ♂, 
Jetbardha ♀, 
Jetëmbël ♀, 
Jetgjat ♂, 
Jetgjata ♀, 
Jetik ♂, 
Jetika ♀, 
Jetish ♂, 
Jetisha ♀, 
Jetlir ♂, 
Jetlira ♀, 
Jetlum ♂, 
Jetlume ♀, 
Jetmir ♂, 
Jetmira ♀, 
Jetmire ♀, 
Jetnor ♂, 
Jetnore ♀, 
Jeton ♂, 
Jetona ♀, 
Jetor ♂, 
Jetore ♀, 
Jetosh ♂, 
Jetsor ♂, 
Jetsore ♀, 
Jette ♀,
Jetti ♀,
Jetty ♀,
Jetush ♂, 
Jevrosim ♂,
Jevrosima ♀,
Jěwa ♀,
Jewgeni ♂

## Jh
Jhon ♂

## Ji
Jillian ♀, 
Jim ♂,
Jimena ♀,
Jimmy ♂,
Jiří ♂,
Jiřina ♀,
Jirka ♂,
Jiroemon ♂, 
Jiska ♀,
Jitka ♀

## Jo
Jo ♂♀,
Joachim ♂,
Joah ♂,
Joakim ♂,
Joan ♂♀,
Joana ♀,
Joanna ♀,
Joanne ♀,
João ♂,
Joaquim ♂,
Joaquín ♂,
Jochebed ♀,
Jochen ♂,
Jocheved ♀,
Jock ♂,
Jockel ♂,
Jodi ♀,
Jodie ♀,
Jodocus ♂,
Jodok ♂,
Jody ♂♀,
Joe ♂,
Joel ♂,
Joël ♂,
Joelle ♀,
Joëlle ♀,
Jógvan ♂,
Johan ♂,
Johann ♂,
Jóhann ♂,
Johann Baptist ♂,
Johanna ♀,
Johanne ♀,
Johannes ♂,
Jóhannes ♂,
John ♂,
Johnny ♂,
Jōji ♂,
Joke ♀,
Joksim ♂,
Jokūbas ♂, 
Jolán ♀,
Jolana ♀,
Jolanda ♀,
Jolande ♀,
Jolanta ♀,
Jolante ♀,
Jolanthe ♀,
Jolene ♀,
Jolie ♀,
Jolita ♀, 
Jomo ♂,
Jomtow ♂,
Jon ♂, 
Jón ♂,
Jona ♀,
Jonah ♂,
Jonas ♂, 
Jónas ♂,
Jonata ♀,
Jonatha ♀,
Jonathan ♂,
Jone ♀♂,
Jonė ♀, 
Joni ♂♀,
Joniana ♀, 
Joniar ♂, 
Joniara ♀, 
Jonila ♀, 
Jónína ♀,
Jonne ♂♀,
Jonny ♂,
Jöns ♂,
Jontar ♂, 
Jontare ♀, 
Jonte ♂,
Joona ♂,
Joonas ♂,
Joost ♂,
Joosten ♂,
Jora ♀, 
Jöran ♂,
Jordan ♂♀,
Jordanis ♂, 
Jordanka ♀,
Jordi ♂,
Jördis ♀,
Jörg ♂,
Jorge ♂,
Jørgen ♂,
Jorik ♂, 
Jorika ♀, 
Jorina ♀, 
Jorinde ♀,
Joris ♂,
Jorma ♂,
Jörn ♂,
Jørn ♂,
Jorrit ♂,
Jorun ♀,
Jos ♂,
Joschka ♂,
José ♂,
Joseba ♂,
Josef ♂,
Josefa ♀,
Josep ♂,
Joseph ♂,
Josepha ♀,
Josephina ♀,
Josephine ♀,
Josha ♀, 
Joshan ♂, 
Joshina ♀, 
Joshua ♂,
Josiah ♂,
Josias ♂,
Josie ♀,
Josip ♂,
Joško ♂,
Joss ♂♀,
Jost ♂,
Josua ♂,
Josuke ♂,
Jotaro ♂,
Jouko ♂,
Jovan ♂,
Jowan ♂,
Jowanka ♀,
Joy ♀

## Ju
Juan ♂,
Juan Carlos ♂,
Juana ♀,
Jubayr ♂, 
Juda ♂,
Judas ♂,
Jude ♂,
Judita ♀, 
Judith ♀,
Judy ♀,
Juha ♂, 
Juhan ♂,
Juhani ♂,
Jukka ♂, 
Jule ♂♀,
Juleen ♀, 
Julen ♂,
Jules ♂,
Julia ♀, 
Julian ♂,
Juliana ♀,
Juliane ♀,
Jülide ♀, 
Julie ♀,
Julien ♂,
Julienne ♀,
Juliette ♀,
Julija ♀,
Julika ♀,
Julitta ♀,
Julius ♂,
Jumira ♀, 
Juna ♀,
Junia ♀,
Junior ♂,
Juniper ♂♀,
Junius ♂,
Junko ♀,
Juozapas ♂, 
Juozas ♂, 
Jupp ♂,
Juraj ♂, 
Juras ♂, 
Jūratė ♀, 
Jure ♂,
Jurek ♂,
Jürg ♂,
Jurga ♀, 
Jürgen ♂,
Jurgis ♂, 
Jurgita ♀, 
Juri ♂♀,
Jüri ♂,
Jurij ♂,
Jussara ♀,
Justas ♂, 
Justin ♂,
Justinas ♂, 
Justine ♀,
Justo ♂,
Justus ♂,
Justyna ♀,
Jutta ♀,
Jütte ♀,
Juvencijus ♂, 
Juventius ♂,
Juxhin ♂, 

## Jy
Jyri ♂,
Jyrki ♂,
Jytte ♀